# Ambroz Gregorijanec
Ambroz Gregorijanec (? – Mokrice ili Medvedgrad, prije 7. travnja 1572.), hrvatski plemić i podban (1557. – 1565.) iz plemićke obitelji Gregorijanec.
Sin je plemića Jurja od Poljane koji je bio gospodar posjeda Gregorijanec (Gregoryancz) u Križevačkoj županiji. Ambroz je imao brata Pavla Gregorijanca († 1565.) koji je obnašao dužnost i čast zagrebačkog biskupa. Bio je obrazovan te u izvorima nosi naslov literatus.
Godine 1541. knezovi Zrinski imenovali su Ambroza turopoljskim kapetanom i povjerili mu zapovjedništvo nad Lukavcem. Od 1544. do 1556. godine obavljao je službu zemaljskoga poreznika (dikator) Kraljevstva Slavonije, a 1557. je imenovan za podbana te je obnašao dužnosti župana Križevačke i Zagrebačke županije.
Smijenjen je s dužnosti banovca 1565. godine zbog pružanja pomoći Uršuli Henning u sukobima s Franjom Tahijem oko susedgradsko-stubičkoga vlastelinstva.
Godine 1568. i 1569. obavljao je dužnost prisjednika oktavalnoga suda u Zagrebu, na koju je bio imenovan odlukom Hrvatskog sabora. Godinu dana kasnije obavljao je dužnost glavnog nadstojnika živežnih namirnica u službi koje je morao spriječiti izvoz prehrambenih namirnici iz Hrvatske pogođene glađu.
Stekao je brojna vlastelinstva i posjede, među kojima Medvedgrad (1557.) i Mokrice (1562.). Imao je posjede i u Turopolju, zbog čega je neko vrijeme bio i član plemenite općine Turopolje. U zakupu je držao polovicu utvrde i varoši Samobor. Kao posjednik Medvedgrada sukobljavao se s građanima Gradeca oko različitih posjedovnih prava.

## Vanjske poveznice
- Ambroz Gregorijanec – Hrvatska enciklopedija
- Gegorijanci – Hrvatska enciklopedija
- Gregorijanec – Hrvatski biografski leksikon
- Obitelj Gregorijanec – arhinet.arhiv.hr